# Kegnæs Sogn
Kegnæs Sogn (dt.: Kekenis) ist eine Kirchspielsgemeinde (dän.: Sogn) auf der gleichnamigen Halbinsel Kegnæs in Nordschleswig im südlichen Dänemark. Bis 1970 gehörte sie zur Harde Sydals Herred im damaligen Aabenraa-Sønderborg Amt, danach zur Sydals Kommune im damaligen Sønderjyllands Amt, die im Zuge der Kommunalreform zum 1. Januar 2007 in der „neuen“  Sønderborg Kommune in der Region Syddanmark aufgegangen ist.

## Gemeindegebiet

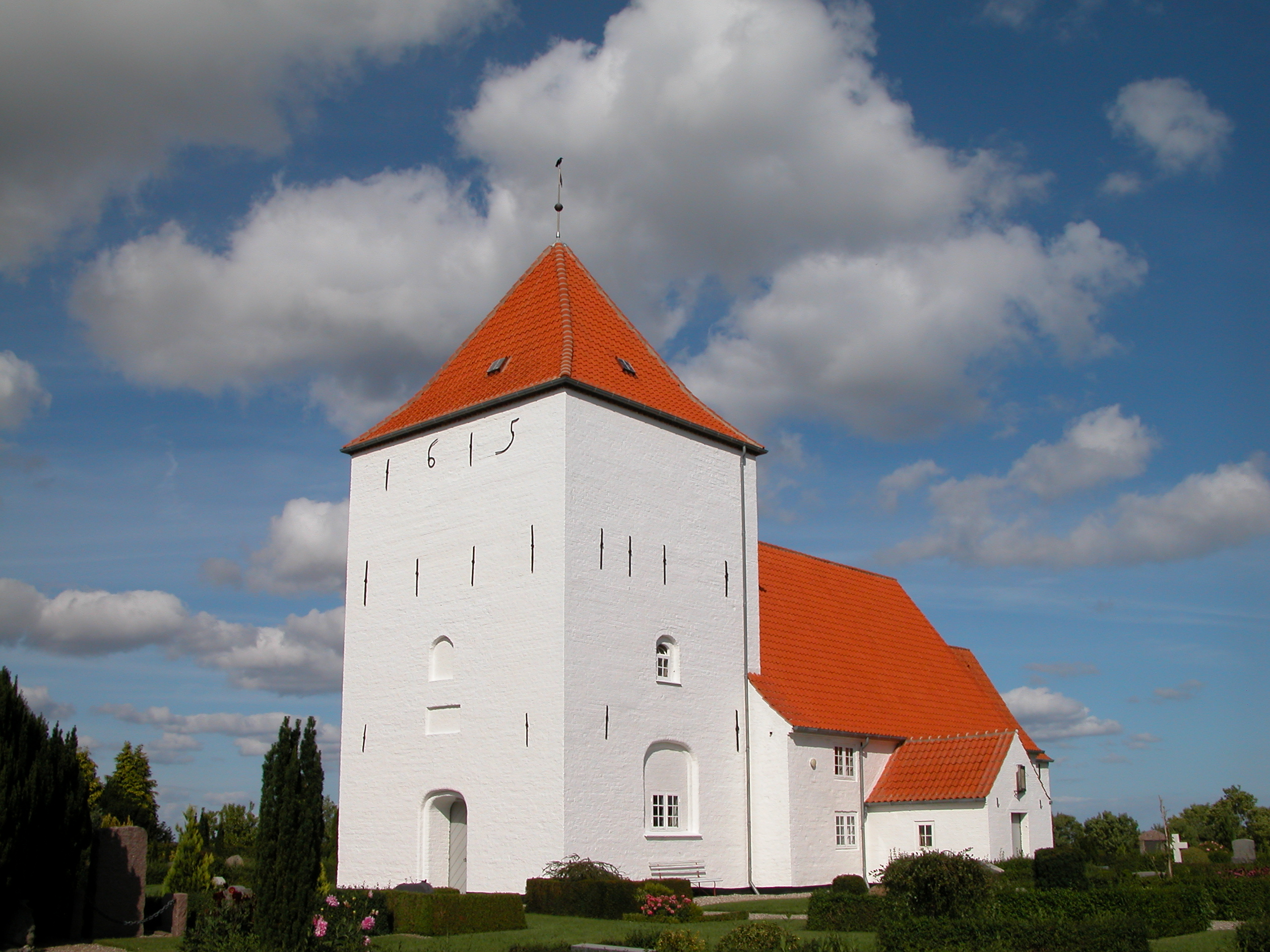
Kirche in Sønderby

Das Gemeindegebiet umfasst knapp 17 Quadratkilometer, auf dem 563 Menschen leben (Stand:1. Januar 2023), vor 150 Jahren waren es noch über 1000. Das Moränenland, das bis zu 20 m.o.h. ansteigt, ist recht fruchtbar, aber fast völlig waldlos.
Die Besiedlung ist überwiegend von Einzelhöfen und kleineren Häusergruppen geprägt. Nur Sønderby (dt.: Sonderby) und Østerby (dt.: Osterby) bilden geschlossene Dörfer. Sie bilden gemeinsam eine Gemarkung, während der nördliche Teil zur Gemarkung Hjortholm (ursprünglich 1649 niederdt. Hartzholm, dt.: Hirschholm), der östliche zur Gemarkung Nygaard (dt.: Neuhof) gehört. Die drei Gemarkungen bildeten in der Zeit von 1867 bis 1920 selbständige Landgemeinden.